# Stefan Steć
Stefan Steć (ur. 20 listopada 1964 w Warszawie, zm. 29 września 2005 w Hadze) – major SZ RP. W 1994 uczestniczył w Misji Organizacji Narodów Zjednoczonych do spraw Pomocy Rwandzie. Za ofiarność w ratowaniu życia masakrowanej ludności cywilnej z narażeniem własnego został odznaczony Krzyżem Zasługi za Dzielność. Zmarł w wieku 41 lat w wyniku powikłań związanych z zespołem stresu pourazowego.

## Młodość
Stefan Steć rozpoczął służbę wojskową w 1982 r., od 1983 studiował w Wojskowej Akademii Technicznej, w ich trakcie zgłosił się do służby w polskich siłach pokojowych przy ONZ i przeszedł przeszkolenie w Centrum Szkolenia na Potrzeby Sił Pokojowych w Kielcach-Bukówce.
Na pierwszą misję ONZ został wysłany w ramach sił UNTAC nadzorujących pierwsze wybory parlamentarne w Kambodży do jej stolicy Phnom Penh, dokąd Polska wysłała kontyngent wielkości batalionu złożony z jednostek inżynieryjnych i zaopatrzeniowych naprawiających drogi i mosty i dostarczających jednostkom operacyjnym wodę żywność i paliwo.

## Służba w UNAMIR podczas ludobójstwa w 1994 roku
Jego następna delegacja to misja pokojowa w Rwandzie UNAMIR, polski kontyngent był niedoposażony i zaniedbany przez Ministerstwo Obrony Narodowej. Politycy określili udział żołnierzy SZ RP w tym afrykańskim państwie jako „klasyczny” - bez zagrożeń. W tej misji, która trwała od października 1993 r. do marca 1996 r. wzięło udział jedynie pięciu polskich oficerów i chorążych, przerzuconych głównie z zakończonej we wrześniu 1993 r. misji w Kambodży (UNTAC) (również niewystarczająco przygotowanej), którzy przybyli do Kigali w listopadzie i grudniu 1993 roku. Ich zadaniem było przygotowanie planów organizacji i wsparcia logistycznego UNAMIR.
Niemal natychmiast mjr Steć zauważył, jak inni żołnierze UNAMIR określają tę misję jako „Mission Impossible”, mając na uwadze zauważalny rasizm czarnych, oddziały milicji Hutu i łamanie praw człowieka: „Rwanda była beczką prochu, ludobójstwo wisiało w powietrzu”, a społeczność międzynarodowa grała na zwłokę, oczekując na jakieś ostateczne rozwiązanie problemu Rwandy. Członkowie ONZ zlekceważyli problem zagrożenia, który niedługo strasznie się objawił.
Kiedy 6 kwietnia 1994 rozpoczęło się ludobójstwo w Rwandzie, był jednym z pierwszych (wraz z polskim majorem Markiem Pazikiem, kanadyjskim majorem Brentem Beardsley i trzyosobową załogą z Bangladeszu), którzy przybyli transporterem opancerzonym na miejsce pierwszej odkrytej przez siły UNAMIR masakry w Gikondo, gdzie znajdowali się już dwaj polscy oficerowie UNAMIR – major Jerzy Mączka i major Ryszard Chudy. Osobiście sfilmował ofiary masakry na dowód ludobójstwa i był pierwszym oficerem UNAMIR, który użył tego słowa. „Wyraźnie zabroniono nam używać słowa «ludobójstwo» w naszej korespondencji z kwaterą główną ONZ w Nowym Jorku”.
Masakr na taką skalę jak ta w Gikondo przybywało. „Mieliśmy do czynienia z dobrze zorganizowanym ludobójstwem, które przetaczało się przez kraj”.
Szacowano, że każdego dnia bojówki Interhamwe mordowały 10 000 osób. Steć i pozostałych czterech polskich oficerów niezwłocznie stworzyło Komórkę Akcji Humanitarnej celem koordynacji i organizacji zespołów ratunkowych. Przed 15 kwietnia 1994 opracowali plan pomocy humanitarnej dla Rwandy obejmujący utworzenie stref bezpieczeństwa, w których mogła chronić się atakowana ludność, koordynacji działań doraźnej pomocy i ochrony ludności. Jakikolwiek z punktów nie został zrealizowany z uwagi na naciski Rady Bezpieczeństwa ONZ, lub raczej Paryża, Londynu, Waszyngtonu i Brukseli. „Zamiast ratować ludzi, kazano nam podejmować rozmowy na temat niemożliwego do osiągnięcia zawieszenia broni. Brzmiało to: nie ratujcie ludzi, grajcie na zwłokę i zobaczmy jak rozwinie się sytuacja”. W całej Rwandzie było 91 takich stref bezpieczeństwa, lecz siły UNAMIR były wystarczające do ochrony jedynie czterech z nich.
To właśnie Steć wraz z czwórką Tunezyjczyków z UNAMIR ratował ludzi z hotelu Mille Collines, odczytując ich imiona i nazwiska w zatłoczonym lobby hotelowym. Jako oficer pomocy humanitarnej miał listę tych, których można było uratować, a warunki były następujące: musieli mieć wizę belgijską i gwarancję finansową, że zostaną przyjęci poza Rwandą. Kilka budynków za Mille Collines, znajdował się kościół St. Famille, w którym schroniło się ponad 5000 uciekinierów. Każdej nocy milicja Interhamwe mordowała tam ludzi. Nie zrobiono dla nich nic tylko dlatego, że nie mieli ważnych wiz.
W maju 1994 roku usiłował ponownie wdrożyć w życie swój plan pomocy humanitarnej. Generał Dallaire uznał, że to stosowne, ale z przyczyn politycznych nie można było zrobić nic. W tym czasie poczucie rebelii było bardzo silne w oddziałach UNAMIR, a pomoc, jaką zapewniali polscy oficerowie, wielu uważało za nonsensowną. To właśnie wtedy Steć rozważał dezercję z UNAMIR i wstąpienie do wojsk Rwandyjskiego Frontu Patriotycznego. Jednak wciąż miał swoją listę mających wizy ludzi, których można było uratować.
Kiedy Rada Bezpieczeństwa ONZ za namową Wielkiej Brytanii zdecydowała o wycofaniu większości sił UNAMIR z ogarniętej ludobójstwem Rwandy, Steć pozostał, mimo iż Rada zaprzestała dostarczania zapasów pozostałym w Rwandzie żołnierzom.

## Fundacja Amahoro
Po ustaniu ludobójstwa w Rwandzie w lipcu 1994 r. Stefan opuścił UNAMIR i zamieszkał w Hadze wraz z przyjaciółką Heather Kilner. Pracując jako informatyk, zaoszczędził dosyć pieniędzy, aby założyć wraz z Heather Fundację Amahoro, która pomaga dzieciom w Rwandzie, zwłaszcza osieroconym, wspiera edukację i łagodzi skutki tamtejszej biedy, poszukując ludzi dobrej woli za pomocą witryny internetowej, którą sam zaprojektował.

## Dalsze losy
Za swoją postawę w Rwandzie został odznaczony przez prezydenta RP Lecha Wałęsę Krzyżem Zasługi za Dzielność. Oddał jednak to odznaczenie wszystkim ochotnikom, którzy pozostali w siłach UNAMIR mimo ich formalnego rozwiązania, a w szczególności generałowi Dallaire, „którego odwaga i przywództwo sprawiało, że działaliśmy wówczas wbrew woli społeczności międzynarodowej”.
W 2005 roku odbyła się w Hadze szczególna projekcja filmu Hotel Rwanda, na którą został zaproszony. Po filmie, który obrazuje żołnierzy ONZ jako nieudolnych, odbyła się dyskusja panelowa, podczas której Steć był publicznie obwiniany za to, że nie zrobiono dostatecznie dużo, aby uratować życie wielu Rwandyjczyków.
Steć zachorował zaraz po tej projekcji. Przestał jeść i mimo pomocy doświadczonych psychiatrów, którzy leczyli już żołnierzy z holenderskiego batalionu ONZ w Srebrenicy, zmarł w wyniku powikłań związanych z zespołem stresu pourazowego we wrześniu 2005 roku.
W poświęconym ludobójstwu w Rwandzie kanadyjskim filmie Podać rękę diabłu z 2007 roku jego postać zagrał Mark Antony Krupa.